# Montigné-lès-Rairies
Montigné-lès-Rairies település Franciaországban, Maine-et-Loire megyében. Lakosainak száma 433 fő (2022. január 1.). Montigné-lès-Rairies Durtal, Les Rairies és Baugé-en-Anjou községekkel határos.

## Népesség
A település népességének változása:
| Lakosok száma | 394  | 349  | 365  | 360  | 378  | 405  | 423  | 440  | 446  | 433  |
|               | 1968 | 1982 | 1990 | 2006 | 2013 | 2015 | 2017 | 2019 | 2020 | 2022 |